# Musikwettbewerb (film, 1968)
Pour plus de détails, voir Fiche technique et Distribution.
Musikwettbewerb (Concours d'exécution musicale en français) est un film suisse réalisé par Alexander J. Seiler, Rob Gnant et June Kovach, sorti le 21 janvier 1968 à Soleure.

## Synopsis
Ce film documentaire nous fait entrer dans les loges du Concours international d'exécution musicale de Genève, plus précisément du concours de piano qui s'est tenu en septembre-octobre 1966, des premières auditions au concert final donné par les personnes lauréates. Il s'agit d'un « cinéma direct » dans le sens où son projet est de capter une réalité qui a lieu en direct - en l'occurrence, un concours de musique -, sans volonté de la mettre en scène de manière stricte ou de la commenter.

## Historique de production
Après Siamo Italiani en 1964, Musikwettbewerb est le deuxième long métrage de Alexander J. Seiler, Rob Gnant et June Kovach, qui ont également réalisé ensemble quatre courts métrages documentaires : Entwicklungshilfe (1964), Mixturen. Oskar Sala und sein Mixtur-Trautonium (1966), Im Lauf des Jahres. Volksbräuche in der Schweiz (Au fil de l’an, 1966) et ... via Zürich (1967).
Il a été commandé par la télévision allemande sur l'initiative de Hansförg Pauli, alors responsable des émissions musicales à la Norddeutscher Rundfunk (Hambourg).
Se réclamant du cinéma direct, ce film a été tourné au moyen de deux-trois caméras en son direct (deux preneurs de son). Il se propose de mettre en lumière le concours d'exécution musicale de piano sous ses différents aspects, notamment sa qualité de présent captée lors du tournage. Sans commentaire mais pas sans point de vue cependant, car le film présente un objet construit au niveau dramaturgique par ses réalisateurs et réalisatrice.

## Réception et critique
Musikwettbewerb est présenté pour la première fois le 21 janvier 1968 au festival de Soleure. Le public lui réserve un bon accueil. Au mois de décembre de la même année, le film reçoit une prime à la qualité. En mars 1969, une controverse oppose Leo Nadelmann, chef du département musique de la DRS, à la réalisation qui se défend du choix restreint des œuvres musicales interprétées par les musiciens et musiciennes.
Quelque vingt ans plus tard, Martin Schaub, historien et critique, qualifie ce film de "exemple de film-essai".